# Emilie Pilthammar
Emilie Cecilia Pilthammar, född 4 maj 1983 i Mjällby församling, Blekinge län, är en svensk politiker. Pilthammar är aktiv i Medborgerlig samling. Hon var tidigare kommunalråd i Sölvesborgs kommun för Moderaterna.

## Politisk karriär
Pilthammar engagerade sig politiskt i ungdomen genom Moderata ungdomsförbundet i Blekinges styrelse och blev som tjugoåring invald i Sölvesborgs barn- och utbildningsnämnd. 2006 valdes hon in i kommunfullmäktige i Sölvesborg och 2007 i kommunstyrelsen vilka hon båda avslutade i juni 2019. Sedan april 2015 är hon vice ordförande i kommunens bostadsbolag Sölvesborgshem. Emilie Pilthammar kryssade sig 2006 in i Landstingsfullmäktige i Blekinge och avslutade detta engagemang 2019 i vad som samma år bytte namn till Region Blekinge.
Emilie Pilthammar har på sin blogg drivit frågor som avkriminalisering av cannabis, införandet av aktiv dödshjälp i Sverige, ett borttagande av sexköpslagen och ansåg att Metoo gick till överdrift.
Emilie Pilthammar var från 2018 gruppledare för Moderaterna i Sölvesborgs kommun och innehade från 2019 posten som vice ordförande i kommunstyrelsen samt ordförande i personalutskottet.
Pilthammars vänskap med Jimmie Åkesson och Louise Erixon påstods vara en bidragande faktor till koalitionen, Samstyret, i Sölvesborg. Samstyret bestod av Moderaterna, Kristdemokraterna, Sverigedemokraterna och det lokala SoL-partiet Sölvesborg och Lister. Tillsammans tog de över styret efter 30 år av socialdemokratiskt ordförandeskap. Emilie Pilthammar har blivit kritiserad för vänskapen då bandet Ultima Thule spelade på en av paret Åkessons fester.

### Utträde ur Moderaterna
Moderaterna i Blekinge inledde ett uteslutningsärende mot Pilthammar maj 2019, efter att hon lagt ut en bild som anspelade på gruppsex i sociala medier. Bilden var enligt henne själv ironiserande över medias rapportering och debatten på sociala medier om sverigedemokraten Peter Lundgrens tafsande på en partikollega.  Den kritiserades för att vara opassande och för att förringa och banalisera sexuella övergrepp. Den 28 maj 2019 röstade Moderaterna i Blekinge enhälligt för att utesluta Emilie Pilthammar ur Moderaterna, men hon hade då redan valt att gå ur partiet. Pilthammar efterträddes av Paul Andersson som kommunalråd. Även hennes mor, Inger Pilthammar, valde att avgå från sina politiska uppdrag som vice ordförande i omsorgsnämnden, ledamot i kommunfullmäktige i Sölvesborg, i regionfullmäktige och hälso- och sjukvårdsnämnden. 

### Medlemskap i Medborgerlig Samling
I januari 2020 blev det offentligt att Pilthammar gör politisk comeback i det liberalkonservativa partiet Medborgerlig samling och i slutet av januari samma år blev hon kontaktperson för distriktet i Blekinge.  Hon berättar att hon varit medlem sedan sommaren 2019 och den 16 maj 2020 blev hon enhälligt invald i partistyrelsen. 

## Privatliv
Pilthammar är född och uppvuxen i Hällevik utanför Sölvesborg. Hon spelar fiol och sjunger i  bandet Irish Pitch. År 2011 spelade hon och bandet på Sverigedemokraternas fest.